# Loren Bommelyn
Loren Bommelyn és un indi tolowa que viu a la Ranxeria Smith (Califòrnia), on ha estat membre del Consell Tribal, així com líder i conseller espiritual. També és mestre de llengua tolowa, cantant de cançons tradicionals, cisteller, mestre de cerimònies, i ha escrit el llibre Now You're Speaking Tolowa i els articles The Evolution of De-Transitive Voice in Tolowa Athabaskan (2000).